# Mekletá
Mekletá (del ruso: Меклета́) es un jútor del raión de Bélaya Glina del krai de Krasnodar de Rusia. Está situado a orillas del río Rasipnaya, afluente del Yegorlyk, de la cuenca del Don, 24 km al sur de Bélaya Glina y 183 km al nordeste de Krasnodar, la capital del krai. Tenía 885 habitantes en 2010
Pertenece al municipio Novopávlovskoye.